# Sliema Wanderers FC
O Sliema Wanderers Football Club - ou apenas Sliema Wanderers - é um clube de futebol da cidade de Sliema, em Malta. É um dos maiores vencedores do Campeonato Maltês - e do futebol do país no geral: conquistou 26 títulos nacionais, o último na temporada 2004–05. A equipe conquistou também 22 edições da Copa de Malta.
Suas partidas são realizadas no Estádio Ta' Qali, na cidade de Ta' Qali, com capacidade para 18.000 torcedores.

## Uniforme
- Uniforme titular: Camisa azul-claro com detalhes brancos, calção e meias azuis.
- Uniforme reserva: Camisa branca, calção e meias brancas.

## Títulos
- Campeonato Maltês: 26

1919–1920, 1922–1923, 1923–1924, 1925–1926, 1929–1930, 1932–1933, 1933–1934, 1935–1936, 1937–1938, 1938–1939, 1939–1940, 1948–1949, 1953–1954, 1955–1956, 1956–1957, 1963–1964, 1964–1965, 1965–1966, 1970–1971, 1971–1972, 1975–1976, 1988–1989, 1995–1996, 2002–2003, 2003–2004, 2004–2005
- Copa de Malta: 22

1934–1935, 1935–1936, 1936–1937, 1939–1940, 1945–1946, 1947–1948, 1950–1951, 1951–1952, 1955–1956, 1958–1959, 1962–1963, 1964–1965, 1967–1968, 1968–1969, 1973–1974, 1978–1979, 1989–1990, 1999–2000, 2003–2004, 2008–2009, 2015–2016, 2023–2024
- Supercopa de Malta: 3

1996, 2000, 2009

## Elenco
Atualizado em 1 de março de 2024.
Nota: Bandeiras indicam equipe nacional, conforme definido pelas regras de elegibilidade da FIFA. Os jogadores podem ter mais de uma nacionalidade não-FIFA.
| N.º |           | Posição | Jogador             |
| --- | --------- | ------- | ------------------- |
| 1   | Malta     | G       | Timothy Aquilina    |
| 2   | Malta     | D       | Jean Borg           |
| 4   | Malta     | D       | Miguel D'Alessandro |
| 5   | Malta     | D       | James Vella         |
| 6   | Camarões  | M       | Joseph Minala       |
| 7   | Malta     | M       | Jake Engerer        |
| 8   | Malta     | M       | Mark Scerri         |
| 9   | Eslovénia | A       | Vito Plut           |
| 10  | Brasil    | A       | Samuel Gomes        |
| 11  | Malta     | D       | Myles Beerman       |
| 12  | Nigéria   | G       | Emeka Agu           |
| 13  | Gana      | M       | James Arthur        |

| N.º |                 | Posição | Jogador             |
| --- | --------------- | ------- | ------------------- |
| 15  | Brasil          | D       | Gustavo Alcino      |
| 18  | Malta           | M       | Edmond Agius        |
| 19  | Ucrânia         | A       | Danylo Kondrakov    |
| 20  | Costa do Marfim | D       | Denis Kouao         |
| 21  | Malta           | M       | Neil Frendo         |
| 22  | Malta           | G       | Rashed Al-Tumi      |
| 25  | Libéria         | M       | Joachim Adukor      |
| 31  | Brasil          | D       | Murilo Freire       |
| 33  | Gana            | A       | Geoffrey Acheampong |
| 70  | Malta           | A       | Lydon Micallef      |
| 77  | Somália         | M       | Mohamed Awad        |

## Jogadores importantes
- Carmel Busuttil
- Ian Ciantar
- Alex Muscat
- Brian Said
- Ian Azzopardi
- Etienne Barbara
- Michael Mifsud
- David Camilleri
- David Carabott
- Murphy Akanji
- Domenico Di Carlo
- Cristiano Bergodi
- Augustine Eguavoen